# Kobenni
Kobenni (ou Kobeni ou Koubeni) est une commune de Mauritanie située dans le département de Kobenni de la région de Hodh El Gharbi. Elle constitue une ville frontière avec la partie enclavée de Nioro du Sahel au Mali.

## Santé et éducation
Kobenni accueille un centre de santé.